# Natália Palei
Natália Pavlovna Palei (em russo: Наталья Павловна Палей), (5 de dezembro de 1905 – 27 de dezembro de 1981) foi um ícone da moda, socialite e actriz nascida em França. O seu pai era o grão-duque Paulo Alexandrovich da Rússia, filho do czar Alexandre II e tio do czar Nicolau II. Ficou mais conhecida entre o grande público pelo seu nome artístico, Natalie Paley.
Natália era descrita como o sonho dos publicitas de Hollywood. Uma criatura fascinante, descendente da mais rica e famosa família europeia, os Romanov, era a figura viva do "chic" francês e quase demasiado perfeita para ser real. A sua vida romântica e trágica foi algo que a ficção nunca poderia ter igualado. Viveu os últimos tempos da Rússia czarista, os glamorosos anos 30 na alta sociedade parisiense e movimentou-se pelos círculos mais altos de Hollywood e Nova Iorque.

## Biografia

### Origens

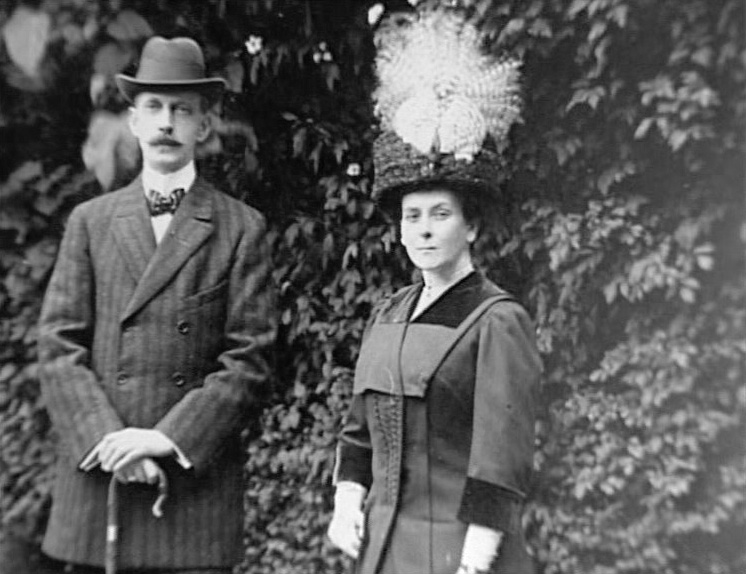
O grão-duque Paulo Alexandrovich e Olga Palei, pais de Natália

Mais conhecida pelo seu nome de palco, Natalie Palei, nasceu como condessa Natália Pavlovna von Hohenfelsen, em Paris, França.
Os pais de Natália, o grão-duque Paulo Alexandrovich e a aristocrata Olga Valeriovna Karnovich, conheceram-se em São Petersburgo por volta de 1895, durante um jantar dado pelo marido dela, Erich Gerhard von Pistohlkors, em honra do grão-duque. Erich era um oficial no regimento do grão-duque. Nesta altura, a mãe de Natália tinha já três filhos do seu casamento com Erich von Pistohlkors e o seu pai era viúvo, tendo dois filhos do seu primeiro casamento. A sua primeira esposa, a princesa Alexandra da Grécia, tinha morrido ao dar à luz o seu filho, Demétrio. Segundo Alexei Voklov, camareiro do grão-duque, a atracção foi mutua e imediata. Os dois começaram a passar cada vez mais tempo juntos, apesar de Olga ser casada, e ela chegou mesmo a viajar com o grão-duque e os seus filhos para o sul de França, onde Paulo estava a fazer curas terapêuticas, e cuidou dele quando adoeceu durante a viagem.
Em 1897, nasceu o primeiro filho do casal, o príncipe Vladimir que, devido ao facto de a sua mãe ainda estar casada com Erich von Pistohlkors, foi registado com o apelido dele. Paulo Alexandrovich pediu ao seu sobrinho, o czar Nicolau II, que concedesse o divórcio a Olga do seu marido. A princípio o czar recusou fazê-lo, tendo apenas assinado a permissão quando Paulo deu a sua palavra de que não se casaria com Olga. Desde o princípio que o grão-duque não pretendia cumprir o que tinha prometido e, assim que o processo de divórcio ficou resolvido, Paulo e Olga fugiram da Rússia. Paulo tinha já feito várias viagens ao estrangeiro à procura de um padre ortodoxo que os casasse e acabaria por encontrá-lo em Livorno, na Itália, onde Paulo e Olga se casaram a 10 de outubro de 1902. Paulo, a esposa e o filho ficaram na Itália até ao final do outono e depois mudaram-se para um hotel em Paris. A 5 de dezembro, dois anos antes do nascimento de Natália, o grão-duque recebeu uma carta do ministro da corte russa informando-o de estava impedido de regressar à Rússia e que o czar lhe tinha retirado todos os seus títulos e honras militares como castigo por se ter casado sem a sua permissão. Poucos dias depois, outra carta informou-o de que também tinha perdido a liderança do seu regimento, um golpe que foi particularmente duro para o grão-duque, já que o comando lhe tinha sido entregue pelo seu falecido pai, o czar Alexandre.
A nova situação de Paulo levou a que a família procurasse um lugar mais permanente para viver em Paris. O grão-duque escolheu uma casa em Boulogne-sur-Seine, um bairro habitado principalmente por aristocratas, que tinha pertencido à princesa Zenaide Ivanovna Narishkina, bisavó materna do príncipe Félix Yussupov. No dia 21 de dezembro de 1903 voltaram a ser pais, desta vez de uma menina a quem chamaram Irina. A 29 de outubro de 1904, o rei Oto da Baviera deu a Olga o título de condessa von Hohenfelsen, que podia ser transmitido aos seus descendentes. Depois de a casa estar restaurada e pronta a habitar, Paulo mudou-se finalmente com a família para uma residência permanente com dezasseis empregados.

### Infância

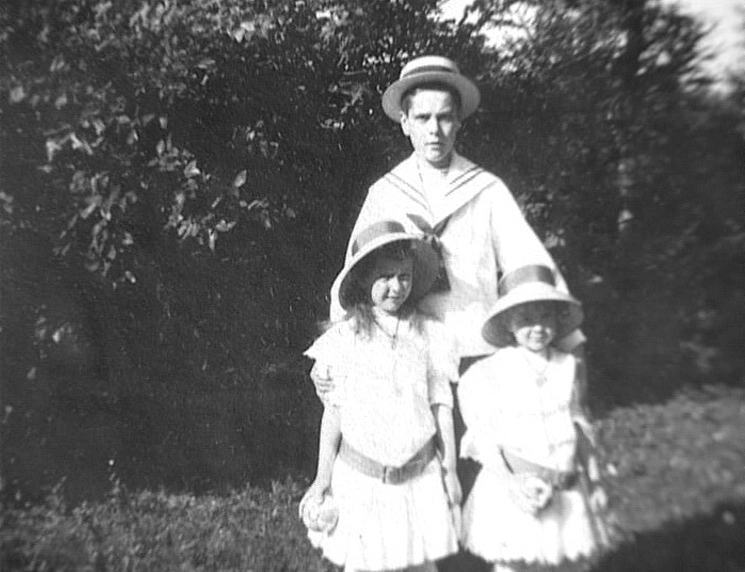
Natália (dir.) com o irmão Vladimir e a irmã Irina, em Paris

Natália nasceu no dia 5 de dezembro de 1905 quando a vida da sua família parecia finalmente estabilizar. Teve uma infância muito feliz, mas também excessivamente protegida. Tanto Natália como os seus irmãos recebiam mais atenção dos pais do que era costume na época, principalmente em famílias aristocráticas. Tal facto pode ser explicado devido às condições de vida da família. Como o grão-duque estava exilado e sofria de problemas de saúde, tinha mais tempo para dedicar aos filhos do que seria de esperar caso a família vivesse na Rússia.
Todos os dias de manhã Paulo ia passear com as suas duas filhas, um hábito que adquiriu por conselho do seu médico. Irina, que era muito parecida fisicamente com a mãe de Paulo, a imperatriz Maria Alexandrovna, e tinha uma inteligência muito precoce, era a sua filha preferida, mas Natália também o divertia com a sua espontaneidade e à-vontade, tão diferentes da sua personalidade reservada. Apesar de tudo, tentava não mostrar as suas preferências. Além da protecção dos pais, Irina e Natália eram também vigiadas pela sua governanta, Jacqueline Theureau, e pela tutora inglesa, miss White.
Apesar de não haver exigências protocolares na casa, havia regras a seguir. O grão-duque Paulo era extremamente rigoroso com horários e rotinas e exigia sempre que a sua família estivesse sempre presente a horas à mesa. Natália e os irmãos tinham aulas em casa. A mãe de Natália conhecia alguns dos mais proeminentes cidadãos de Paris que, por vezes, visitavam a família. Natália cresceu rodeada de arte, quer através das suas visitas à biblioteca do pai, que reunia todo o tipo de livros, escritos em várias línguas, quer pelas visitas que os mais conhecidos artistas e filósofos de Paris faziam à sua mãe, quer pelos recitais que se realizavam no grande salão da sua casa. Estas influências despertaram o seu interesse pela cultura. Um dos artistas mais chegados à família e quem o grão-duque Paulo patrocinava generosamente era Serguei Diaguilev.
As festas religiosas eram os momentos mais importantes na infância de Natália. No Natal fazia sempre uma peça de teatro com a irmã Irina, escrita pelo seu irmão Vladimir que ensaiava as irmãs cuidadosamente nas semanas que antecediam a festa. A Páscoa era uma altura celebrada mais pompa. A família assistia a todas as cerimónias da Semana Santa, incluindo a missa da meia-noite na madrugada de Sábado para Domingo. No dia de Páscoa, os pais de Natália davam um grande almoço na sua casa para dezenas de convidados.
Natália era muito chegada aos seus dois irmãos. Vladimir, quase nove anos mais velho do que ela, era o seu herói. Com talento para tudo relacionado com as artes, tentava incentivar as irmãs a seguirem os seus passos, mostrando-lhes textos dos seus autores preferidos, ensinando-as a tocar piano e escolhendo-as sempre para protagonistas das suas peças de teatro. Contudo, em 1913, quando Natália tinha apenas oito anos de idade, Vladimir partiu para a Rússia para começar a sua formação militar no Corps de Pages. Foi a primeira grande separação da sua vida. Com a sua irmã Irina a relação era ainda mais próxima. As duas irmãs andavam sempre juntas, mesmo quando tinham as suas lições e, quando uma não estava presente, a outra não sabia o que fazer. Numa carta escrita em 1911, a mãe de Natália fala do dia em que Irina teve de ir sozinha à igreja sem levar a irmã. Natália passou toda a manhã sentada sem saber o que fazer. A sua mãe e o irmão levaram-na a passear, mas ela esteve sempre calada a olhar para o chão. Não estamos habituadas a viver sozinhas, admitiu a condessa Olga.

### Regresso à Rússia e início da Primeira Guerra Mundial

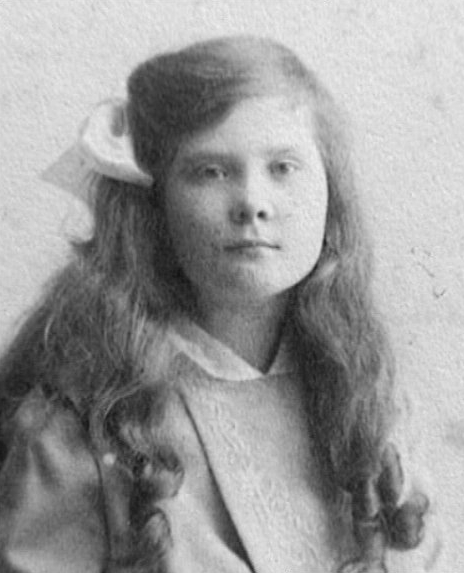
Natália em 1914, ano do seu regresso à Rússia

Na primavera de 1912, no espírito das comemorações do tricentenário da chegada dos Romanov ao trono, que se aproximavam, o czar Nicolau II decidiu perdoar o seu tio Paulo, nomeando-o chefe honorário do regimento de infantaria Kourinsky. Paulo decidiu imediatamente que a família ia deixar Paris e regressar à Rússia. No mesmo ano comprou um terreno em Czarskoe Selo, a cidade onde vivia o czar com a sua família, e nele mandou construir um palácio idealizado em conjunto entre ele e a sua esposa, inspirado na casa que tinham em Paris.
A mudança para Czarskoe Selo aconteceu em maio de 1914 e, para Natália que, ao longo de toda a sua vida, só tinha saído de Paris para passar as semanas de verão entre Biarritz e Coburgo, foi uma grande mudança. Dos dezasseis criados que tinha em Paris, apenas a sua governanta e a tutora foram para a Rússia. O número de criados também aumentou para sessenta e quatro.
Na Rússia, Natália conheceu um grande número de parentes que nunca tinha visto antes na vida, incluindo a sua avó materna, Olga Vassilievna Meszaros, e os seus três meio-irmãos, fruto do primeiro casamento da mãe. Conheceu também as quatro filhas do czar Nicolau II, Olga, Tatiana, Maria e Anastásia, com quem se cruzava na igreja e em passeios por Czarskoe Selo. Outro convidado frequente no palácio era o príncipe Félix Yussupov, um grande amigo de Demétrio Pavlovic, meio-irmão de Natália pelo lado do pai. Yussupov falou de Natália na sua autobiografia:
| “ | A irmã mais nova do Vladimir, Natalie, tinha uma beleza radiante e uma graciosidade encantadora (...) | ” |

A vida familiar na Rússia não era muito diferente da de Paris, embora o pai estivesse mais ausente. Uma semana depois de chegar, começou novamente as suas lições. Já falava fluentemente francês e inglês, mas o seu russo ainda era muito básico. Apesar de tudo, tal como o irmão Vladimir, fez progressos rápidos na língua.
Três meses depois de Natália e a família se instalarem no seu novo palácio, começou a Primeira Guerra Mundial, algo que, de certa maneira, marcou o fim da sua infância, apesar de ter apenas oito anos de idade. Em dezembro, o seu irmão Vladimir, na altura com dezoito anos de idade, recebeu uma promoção acelerada e juntou-se ao regimento dos hussardos. No dia da sua partida para a frente de combate, Natália acompanhou-o com a irmã Irina e a mãe à primeira missa do dia, às seis da manhã. Na igreja encontraram apenas a imperatriz Alexandra Feodorovna. Alexandre von Pistolkors, seu meio-irmão pelo lado da mãe, partiu para a frente de combate austríaca e o seu meio-irmão Dmitri, do lado do pai, foi para a Prússia Oriental.
A sua meia-irmã Maria Pavlovna tirou um curso de enfermeira, obtendo o seu diploma em 1916 e a sua mãe transformou o salão de baile do palácio numa oficina onde se produziam bens de primeira necessidade para os soldados. A mãe de Natália também visitava jovens soldados feridos no mesmo hospital onde a imperatriz Alexandra e as suas duas filhas mais velhas trabalhavam. Como tanto ela como a irmã eram ainda muito novas, passavam estas visitas na companhia das duas filhas mais novas do czar, Maria e Anastásia, que acompanhavam a mãe e as irmãs ao hospital para distribuir cigarros e doces pelos soldados.
A presença do pai de Natália, que estava demasiado doente para combater, foi a única coisa que trouxe normalidade à sua vida nos primeiros anos de guerra. O grão-duque levava-a sempre a ela e a irmã a passear todas as manhãs, mantendo o hábito que tinham adquirido em Paris. Quando estava demasiado frio, Paulo esfregava o nariz das filhas com a mão para o manter quente. Quando não havia muito trabalho de tarde, também as levava a esquiar no parque Pavlovsk, que ficava perto de casa. Acima de tudo, estava a fazer os possíveis para que elas não tivessem medo.

### Revolução Russa
A revolução eclodiu em fevereiro e todos os membros da família Romanov foram mantidos sob vigilância. Em vez de abandonar o país, Paulo e a sua esposa, não vendo perigo, decidiram ficar no seu palácio. Quando o czar e a família foram exilados para a Sibéria, Natália e a sua família receberam ordens de prisão domiciliária. Cada dia que passava trazia novas humilhações ao ponto de terem soldados bêbados a dormir nos corredores. Em janeiro de 1918, o governo de Lenine decretou que o palácio onde a família residia se deveria tornar num museu e Olga foi forçada a trabalhar como guia dos seus antigos bens confiscados pelo governo. O carro da família foi também confiscado e passou a ser utilizado por Lenine.
Natália, a irmã e a mãe foram depois forçadas a viver noutra área do palácio e a cozinhar para os guardas, sempre debaixo de insultos e insinuações. Apesar de ela nunca ter falado sobre isso em nenhuma entrevista ou em cartas, os amigos e familiares de Natália confessaram que um grupo de soldados abusou sexualmente dela durante a prisão, quando ela tinha pouco mais de 13 anos. Durante o resto da vida, este crime afectou as suas relações com homens.
Mas o pior ainda estava para chegar. Vladimir foi preso em Viatka a 22 de março de 1918 e o pai de Natália recebeu a mesma ordem a 30 de julho. Em desespero Olga organizou a fuga das filhas com a ajuda de alguns amigos. A fuga aconteceu numa noite de dezembro. As duas irmãs foram transportadas de carro até à estação de comboios de Ochta. Após uma viagem de quatro horas onde tiveram que viajar dentro do vagão de gado, as duas saltaram do comboio perto da fronteira com a Finlândia. O resto da viagem até ao país vizinho foi feita a pé. As duas adolescentes foram levadas para uma casa de caridade e esperaram pela chegada dos pais e irmão.
O pai delas nunca conseguiu fugir da Rússia. O grão-duque Paulo foi assassinado em janeiro de 1919 juntamente com outros três parentes. Olga conseguiu chegar à Finlândia e encontrou as filhas. Na altura ela ainda estava a recuperar lentamente da tragédia da morte do marido e também de uma cirurgia de emergência à qual se tinha submetido para tratar de um tumor no peito. Em setembro de 1919 as três descobriram que Vladimir tinha sido também assassinado em julho do ano anterior juntamente com outros membros da família, incluindo a grã-duquesa Isabel Feodorovna, tia de Natália. Também o ex-czar e a sua família tinham sido assassinados.

### Juventude e idade adulta
Natália mudou-se com a irmã e a mãe para a Suécia onde viveram até à primavera de 1920. Depois voltaram para França onde venderam a sua antiga casa e compraram outra no 16º distrito. Com algumas jóias que lhe sobraram, Olga comprou uma villa em Biarritz, na costa atlântica, onde a família se juntava. Mais tarde ela vendeu a casa em Paris e comprou uma mais pequena em Neuilly. A saúde de Olga foi piorando ao longo que os meses avançavam. Em 1928, soube-se que os bens que tinham sido confiscados à família seriam vendidos num leilão em Londres. A família foi até Inglaterra para os tentar recuperar, mas não conseguiu. Recentemente algumas destas joias foram leiloadas pela casa de leilões Sotheby.
Natália e a sua irmã foram enviadas para um colégio privado proeminente na Suíça, mas ela não se conseguiu misturar com os seus colegas. Tal como confessou mais tarde durante uma entrevista a uma revista, ela sentia-se tão diferente dos outros. Aos 12 anos as meninas francesas ainda liam Robinson Crusoe e viam filmes do Douglas Fairbanks. Aos 12 anos eu levava pão ao o meu pai na prisão. Como poderia eu ser como elas? Eu era muda e não brincava. Mas andava a ler muito. Eu tinha visto a morte de tão perto. O meu pai, o meu irmão, os meus primos e os meus tios foram todos executados, todo aquele sangue Romanov derramado durante a minha adolescência. Tudo isso me deu gosto por coisas tristes, poesia e morte. Rapidamente as minhas colegas compreenderam-me e respeitaram a forma como era, por muito estranha que possa ter parecido.
Dois anos depois, as duas irmãs regressaram a Paris. Na altura, a mãe delas estava a tentar regressar à sua vida social, mas a sua vitalidade não era a mesma dos seus dias antes da revolução. Todos as primaveras, Olga organizava um bazar onde as mais proeminentes figuras da ou ligadas à aristocracia parisiense participavam. Alguns ofereciam objectos das suas colecções pessoais, joias, vestidos, livros, caixilhos, entre outros que eram leiloados e, mais tarde, o dinheiro seria distribuído pelos exilados russos com dificuldades económicas. Um participante frequente deste evento, bem como de outros organizados por Olga Paley, era Lucien Lelong. O primeiro contacto entre ele e Natália ocorreu por volta de 1923, o ano em que ela deixou o colégio privado.
Também nessa ano, a irmã mais velha de Natália, Irina teve o seu casamento com o príncipe Feodor Alexandrovich, filho da grã-duquesa Xenia Alexandrovna que se realizou no dia 31 de maio de 1923. Apesar da felicidade da irmã, Natália não pensava em casamento, apesar de não lhe faltarem admiradores.
Tal como a maioria dos aristocratas russos sobreviventes da revolução que se tinham estabelecido em França, Natália foi à procura de emprego. Encontrou um quando entrou na casa de moda de Lucien Lelong em Matignon, perto dos Campos Elísios, onde foi contratada como modelo.

## Romances e carreira como modelo

### Lucien Lelong

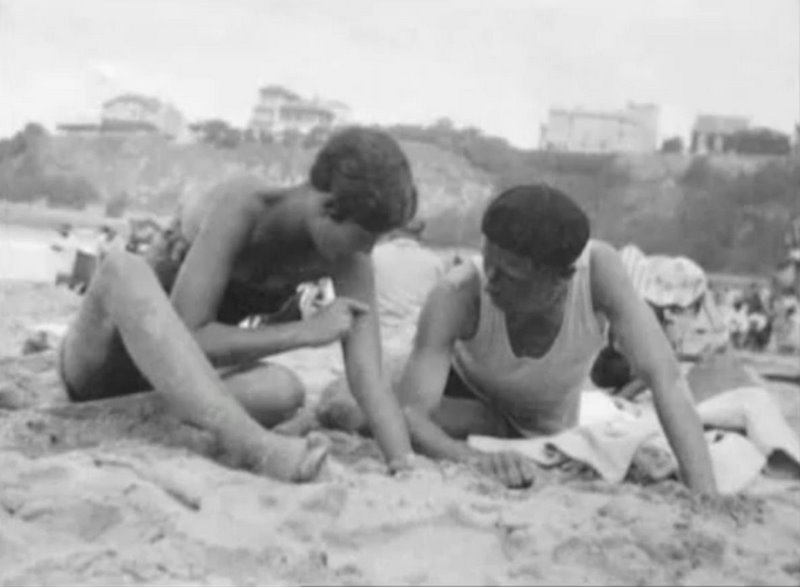
Natalie Paley e Lucien Lelong em Biarritz

Lucien Lelong, nascido em Paris no dia 11 de outubro de 1889, herdou a sua famosa casa de moda do pai. Pai de uma menina, ele era um herói da Primeira Guerra Mundial que tinha recebido várias honras pelo serviço prestado. Com as suas origens aristocráticas e beleza distinta, Natália foi uma lufada de ar fresco para o negócio de Lelong. Para Natalie (como passou a ser conhecida), a posição deste homem significava poder, dinheiro e segurança. Embora ela considerasse com cada vez mais seriedade a ideia de se casar com ele, a sua família e amigos viam a união como estranha devido aos rumores da homossexualidade de Lelong. Apesar disso, o casal contraiu um matrimónio civil no dia 9 de agosto de 1927. No dia seguinte, sendo seguidos por um grande número de jornalistas, eles casaram-se numa cerimónia religiosa na Igreja Ortodoxa de Santo Alexandre. Para o casamento Natalie usou um vestido criado pelo marido e cativou os olhares das centenas de pessoas que a admiravam. No entanto existem relatos de que ela estava bastante perturbada neste dia.
A reputação de Lucien Lelong cresceu com a ajuda da sua delicada esposa de gostos maravilhosos. Delicada e glamurosa, vestida com vestidos de noite brancos ou pretos e com capas vermelhas e púrpura, ela não seguia nenhuma moda e tinha o seu próprio estilo. Era conhecida pelos seus chapéus e luvas que usava na sua própria maneira. Começou a fazer trabalhos como modelo para o marido e tornou-se uma das pessoas que o fotografo Cecil Beaton mais gostava de utilizar nos seus trabalhos. Muitas das fotografias tiradas por Beaton de Natália apareceram nas revistas Harper Baazar' e Vogue em finais dos anos 20 e ao longo dos anos 30. Natália causou sensação quando apareceu a acompanhar o seu marido num evento público usando um casaco curto de noite feito inteiramente de celofane.
A nova inspiração dos fotógrafos de moda, não demorou muito até o nome e fotografias dela começarem a aparecer em revistas e jornais, não apenas nas páginas de moda, mas também nas colunas sociais. Não se ficando pela sombra do marido, Natalie criou a sua própria imagem e posição entre a elite parisiense.
Apesar de partilharem o mesmo gosto pelas artes e pela moda, muitas coisas separavam o novo casal. Demasiado envolvido com o seu trabalho e apaixonado por uma das suas modelos, Lelong nunca conseguiu compreender as angústias da esposa nem os seus ataques de raiva que a afectavam quando ela se encontrava em público.
Natalie ficou devastada com a morte da mãe em novembro de 1929 devido a complicações com o cancro que tinha conseguido vencer 9 anos antes. Com a perda da mãe, as memórias de felicidade da infância dela perderam-se. Mesmo os seus laços com Irina faziam parte do passado. Enquanto Natalie se tinha tornado numa socialite, a sua irmã mais velha vivia uma vida calma com o marido e o filho, dedicando-se a trabalhos de caridade e à construção de uma escola para meninas russas.

### Serge Lifar e Jean Cocteau
Com o afecto do marido a ser dirigida para outra mulher, Natalie foi à procura de consolação para outro lado. Enquanto passava o verão de 1930 em Veneza, começou um caso com o carismático dançarino Serge Lifar, cujo talento era admirado por todo o mundo. Um antigo amante do mestre de bailado, Serge de Diaghileff, ele era o acompanhante ideal para Natalie. Tendo sido abusada sexualmente quando criança, ela nunca aceitou outro amor que não o platónico, e assim a relação deles era sentimental e não física. A relação durou quase dois anos. Depois ela seguiu para um outro caso. A escolha voltou a ser estranha.
Na primavera de 1932 Natália conheceu o escritor, realizador e artista Jean Cocteau na apresentação do filme "Sang d'un poète". Posteriormente os dois envolveram-se um curto e ambíguo romance. Os pormenores sobre ele são vagos e divergentes. Alguns dizem que os dois tiveram uma relação intensa que resultou na gravidez de Natália. Esta relação terá sido manchada pelo ciúme doentio de Marie-Laure de Noailles, uma mulher obcecada por Cocteau que terá feito os possíveis para causar a infelicidade do casal. Supostamente devido à influência de Marie-Laure, Natália terá decidido abortar, uma decisão que entristeceu Cocteau e a perseguiu para o resto da vida. O próprio Cocteau escreveu no seu diário:
| “ | A Natalie Paley era a minha amante. Nós amavamo-nos. Aquela foi a nossa lua de mel.(…) Rimo-nos sem preocupações. Ela ficou grávida e nós sonhamos com um futuro melhor. A mamã, que tinha sido uma desmancha-prazeres, acabou por ter razão. | ” |

Outros dizem que o escritor terá exagerado o tipo de relação que tinha com a princesa, uma vez que, de acordo com relatos da altura, Natália seria apenas uma amiga próxima, mas Cocteau costumava passar horas ao telefone com os amigos afirmando que a amava. Os que defendem esta versão dizem mesmo que ela nunca esteve grávida e que essa foi uma invenção de Cocteau. Se realmente existiu um romance, não se sabe, mas Jean Cocteau baseou-se na sua relação com Natália para escrever o livro Os Meninos Diabólicos publicado 1939.

## Carreira no cinema
Após terminar a sua relação com Cocteau, Natalie decidiu sair de casa do marido e abandonar a vida que tinha construído. Comprou um apartamento em Esplanade dês Invalides onde entretinha a sociedade e os artistas mais proeminentes que jantavam frequentemente com ela. Mas ela cansou-se depressa desta vida e sentiu necessidade de novos desafios. As suas fotografias continuavam a fazer sucesso nas revistas, mas a mente dela estava longe desse mundo. Tão naturalmente como se virou para a moda, virou-se para o mundo do cinema na primavera de 1933.

### L'Epervier
O seu primeiro papel foi no filme L’Epervier, realizado pelo primo do seu marido, Marcel L'Herbier no qual foi também Lelong a desenhar o guarda-roupa. Para se preparar, Natalie teve aulas de representação com a actriz belga Eve Francis, antiga esposa do realizador Louis Delluc. O enredo de L’Epervier era comum, mas o elenco era interessante. A história conta as aventuras de um aristocrata, o conde George de Dasetta, interpretado por Charles Boyer, e da sua esposa Marina (Natalie), dois jogadores compulsivos que vivem uma vida luxuosa até que ela o deixa por um jovem diplomata, Rene de Tierrache (Pierre Richard-Willm). Depois, informada sobre as tentativas de suicídio do marido, a esposa infiel volta para ele. Filmado nos estúdios parisienses de Joinville, Biarritz e Rome, L’Epervier reflectia a vida de Natalie, embora poucos se tenham apercebido disso na altura. Não foi dos filmes com mais sucesso do ano, mas constituiu uma vitória para uma mulher cuja vida parecia vazia.
A crítica adorou Natalie. Uma estrela está a erguer-se, iluminada por uma chama de promessas, um raio de sol numa paisagem gelada, Ela parece uma personagem de Andersen, uma daquelas inquestionáveis personagens de contos de fadas com uma cara de anjo, foram algumas das opiniões que recebeu.

### Le Prince JeaneThe Private Life of Don Juan
Agora que era apelidada de "nova Garbo" e frequentemente comparada à sua amiga Marlene Dietrich, ela começou a acreditar nas suas próprias capacidades e entrou no filme melodramático de 1934, Le Prince Jean, novamente com o actor Pierre Richard-Willm, e cujo realizador era Jean de Marguenat. Com a excepção dos protagonistas, o filme em si (que contava a história de um príncipe que, após vários anos numa legião estrangeira, regressa ao seu reino para descobrir que o trono foi ocupado pelo irmão) foi bastante mal recebido e foi um desastre nas bilheteiras.
No filme seguinte, The Private Life of Don Juan, teve apenas uma pequena participação. No filme participavam Douglas Fairbanks e Merle Oberon e era realizado por Alexander Korda. O filme foi realizado para o "London Films" e mais uma vez teve pouco sucesso nas bilheteiras.
Desiludida com a carreira na Europa, Natalie fez as malas e, no outono de 1934, respondeu ao convite da 20th Century Fox para tentar a sua sorte nos Estados Unidos. A imprensa francesa previa um futuro brilhante para a sua estrela. Infelizmente, a previsão não se cumpriu.

### Folies Bergere
Co-realizado por Roy del Ruth e Marcel Achard, o musical L’Homme des Folies Bergeres que iniciou as filmagens em dezembro de 1934, foi a versão francesa e original de Folies Bergere. Maurice Chevalier, na sua habitual personagem cortês, interpretou em ambas as versões o papel de dois homens que trocam de identidade por algumas horas. Natalie tinha o papel de baronesa Genevieve Cassini, interpretada por Merle Oberon na versão inglesa. Ela estava consciente que não tinha dado o seu melhor nesta comédia inesquecível e a estreia do filme na primavera de 1936 não ajudou ao seu lançamento na América.

### Sylvia Scarlett
Natalie sentiu-se mais confortável sob os conselhos de George Cukor, no seu primeiro filme em inglês, Sylvia Scarlett, adaptado para o ecrã por John Collier do romance de Compton Mackenzie e que contava com a participação de Katharine Hepburn, Cary Grant e Brian Aherne. Sendo uma das protagonistas, Natalie desempenhou na perfeição a personalidade vamp de Lily Levetsky, uma refugiada russa.
O enredo do filme, bem como o próprio filme, são bastante peculiares. Da cidade francesa de Marselha, Henry Scarlett (Edmund Gwenn) foge dos seus credores na companhia da sua filha Sylvia (Katharine Hepburn) que, para evitar que sejam descobertos, se disfarça de homem. Na sua viagem ate Inglaterra, conhecem Jimmy Monkley (Cary Grant), outro fugitivo. Em Londres Henry e Jimmy tentam usar uma criada, Maudie Tilt (Dennie Moore) num roubo, mas Sylvia opõem-se. Fazendo-se à estrada como entertainers, eles conhecem o bonito artista Michael Fane (Brian Aherne) que esta envolvido numa relação com Lily Levetsky (Natalie). Após o pai dela cometer suicido, Sylvia, ainda conhecida por Sylvester, está determinada a continuar os seus planos com Jimmy, mas quando salva Lily de uma tentativa de suicido no mar, Monkley foge com a personagem de Natalie. Sylvia acompanha depois Michael Fane numa busca por Lily e Jimmy, ambos acreditando que o outro ama outra pessoa. Depois, no comboio, encontram Lily e Jimmy e descobrem que eles se apaixonaram um pelo outro. Eles param o comboio, fogem para a floresta e declaram o seu amor.
Filmado em Laurel Canyon e Malibu desde meados de agosto até finais de outubro de 1935, Sylvia Scarlett custou 1 milhão de dólares para ser produzido. A primeira de quatro colaborações entre Katharine Hepburn e Cary Grant (mais tarde eles participariam juntos em Bringing Up Baby, Holiday e The Philadelphia Story), o filme é notável por mostrar a ambiguidade da própria personalidade de Hepburn, reflectindo tanto o seu charme feminino e o seu comportamento masculino. Apesar de ser um dos filmes mais intrigantes dos anos 30, foi um grande fracasso nas bilheteiras e chegou mesmo a classificar Katherine Hepburn como "veneno" para bilheteiras.
Natalie esqueceu depressa a carreira que tinha para promover, uma vez que tinha encontrado em Cukor o amigo perfeito que procurava. O próprio realizador ficou encantado com o charme dela. Durante toda a sua vida, ele guardou uma das fotos de Natalie tirada por Cecil Beaton na sua casa, uma honra que apenas partilhou com Katharine Hepburn. Também começou uma amizade com Hepburn que duraria até ao final da sua vida.
Lançado no dia 3 de janeiro de 1936, o filme não teve sucesso devido à sua ambiguidade sexual. O beijo de Katharine Hepburn com Dennie Moore e certas falas como quando Brian Aherne diz que se sente um pouco "maricas" ao olhar para Katherine Hepburn vestida de homem, chocaram o puratismo americano e não ajudaram em nada a carreira de Natalie Paley. O público americano apenas descobriu Le Prince Jean em finais de 1936 e "L’Epervier" em 1940, muito depois de ela se ter reformado. No entanto, ela regressou a França como uma estrela.

### Les Hommes Noveaux
A carreira cinematográfica de Natalie foi muito breve. O seu último filme, Les Hommes Nouveaux, foi realizado em 1936 e era um drama sobre o falecido marechal Liautey, um herói da Primeira Guerra Mundial em Marrocos. Contava com a participação de Harry Baur, Gabriel Signoret, Max Michaell e Jean Marais.
Apesar de ela não estar muito interessada em embarcar no projecto, foi convencida por Marcel L'Herbier a interpretar uma bonita viúva, a condessa Christiane de Sainte-Foy, apanhada pelos segredos do seu passado problemático. A estreia, em 22 de dezembro de 1936, foi um sucesso fenomenal, mas Natalie já se tinha decidido quanto à sua vida. Queria escapar do seu casamento que há muito constituía apenas uma formalidade, da sua carreira, que apenas continuava a subir devido à sua beleza e não ao seu talento e também do seu passado violento que a continuava a atormentar.

## Vida em Nova Iorque e segundo casamento
Após deixar a sua curta carreira cinematográfica, Natalie instalou-se em Nova Iorque num bonito e luxuoso apartamento. Tal como tinha acontecido em Paris, tornou-se numa das mulheres mais fabulosas e charmosas da elite nova-iorquina com quem todos gostavam de ser vistos. Ela tornou-se um dos assuntos preferidos de Elsa Maxwell, uma colunista cor-de-rosa e conhecida anfitriã nascida no Iowa. Natalie tornou-se uma convidada frequente nas festas de Maxwell. Numa festa de máscaras, a Natália foi mascarada de pastora.
Pouco depois do seu divórcio oficial de Lelong, a 24 de maio de 1937, ela fez declarações oficiais à imprensa de que se iria casar com o produtor teatral John Chapman Wilson no mês de setembro. Wilson, nascido em 1889, era um nativo de Trenton, Nova Jérsia. Um estudante brilhante, trabalhou com o seu pai durante algum tempo no seu escritório de Wall Street, mas achava o palco irresistível. Os dois casaram-se no estado do Connecticut, numa cerimónia em que Noël Coward foi o padrinho do noivo.
Tal como Lelong e Cocteau, John Chapman Wilson era abertamente homossexual e os seus romances com o actor Noël Coward e Cole Porter eram bem conhecidos entre a sociedade nova-iorquina, particularmente os pormenores sórdidos sobre o abuso de álcool e drogas partilhado pelo casal, por isso a notícia de que ele se iria casar com a delicada Natalie chocou o público. Talvez tanto a noiva como o noivo fossem igualmente calculistas nesta união. Wilson sabia que a sua bonita e popular esposa lhe poderia abrir muitas portas no seu negócio como produtor da Broadway, enquanto que Natalie gostava do humor dele e o facto de ser homossexual protegia-a da sua incapacidade de manter relações físicas. Mais uma vez ela procurava um companheiro e não um amante.
Na altura, Saint Moritz era tão familiar para o casal como Londres e Veneza, devido ao gosto que os dois partilhavam por percorrer o mundo. Quando estavam em Nova Iorque, viviam num apartamento elegante em East 57th Street. Mais tarde compraram outro em Park Avenue, bem como uma casa em Montego Bay, na Jamaica e uma grande propriedade em Fairfield, Connecticut. Devido à indiferença com que Natalie via o mundo, não foi surpreendente que a Segunda Guerra Mundial apenas a tivesse afectado devido à família e amigos que viviam no estrangeiro. Apesar de ela ter regressado a França em 1947, ela começou a viajar com cada vez menos frequência para a Europa para passar mais tempo nas suas propriedades luxuosas, principalmente na do Connecticut que o marido vendeu na primavera de 1957.
Como Wilson era um alcoólico, cujos hábitos de bebida se começaram a descontrolar, a maioria dos amigos do casal abandonou-os no final dos anos 50. Perto do final, o seu desequilíbrio mental manifestava-se em todas as suas atitudes e em tudo o que o rodeava, incluindo na decoração do quarto onde tudo desde a mobília, às cortinas, passando pelos tapetes e até a cor do papel de parede era negro. Natalie fez o que pôde para o ajudar, mas ele era autodestrutivo e ela não teve muito sucesso. Preso a uma cadeira-de-rodas, muitas vezes violento e com uma demência crescente, John Chapman Wilson era uma sombra do que tinha sido quando morreu em novembro de 1961, aos 62 anos de idade.

## Últimos anos e morte
O mundo que a tinha recebido antes começava a distanciar-se e Natalie caiu na escuridão após a morte do marido. A maior parte dos seus amigos, as testemunhas do seu antigo esplendor, estavam agora mortos. Jean Cocteau, Erich Maria Remarque, Coco Chanel, Noël Coward, Lucien Lelog, e muitos outros tinham já desaparecido. Ela viu-se condenada à solidão. Após 1975, ela fechou-se do mundo e tornou-se uma reclusa. Recusou-se mesmo a receber os poucos amigos e familiares que lhe restavam, apesar de continuar a responder às suas cartas e chamadas. Com a velhice, Natalie ficou cega e recebeu a assistência de familiares do marido e alguns admiradores que cuidaram dela até ao fim. Em 1978 ficou emocionada quando o seu antigo amigo e amante Serge Lifar lhe enviou uma pequena carta na qual utilizou uma citação de Pushkin: Nunca nos esqueceremos do nosso primeiro amor. O coração da Rússia nunca te esquecerá. E quanto a ti, o meu coração nunca te esquecerá.
No dia 21 de dezembro de 1981, Natalie caiu na banheira e partiu o fémur, sendo levada de emergência para o Hospital Roosevelt. Foi operada de urgência, mas a operação correu mal e o estado de saúde piorou. As suas últimas palavras foram sussurradas a uma enfermeira: Eu quero morrer com dignidade. Nunca mais voltou a falar.
Natalie Paley tinha 76 anos quando morreu na noite de 27 de dezembro de 1981. Depois de uma cerimónia privada, foi enterrada ao lado de John Chapman Wilson no cemitério de New Jersey.

## Filmografia
- L'Épervier (1933)
- Le Prince Jean (1934)
- The Private Life of Don Juan (1934)
- Sylvia Scarlett (1935)
- Les Hommes nouveaux (1936)
- Folies-Bergère (1936)